# Ajuntament de Bilbao

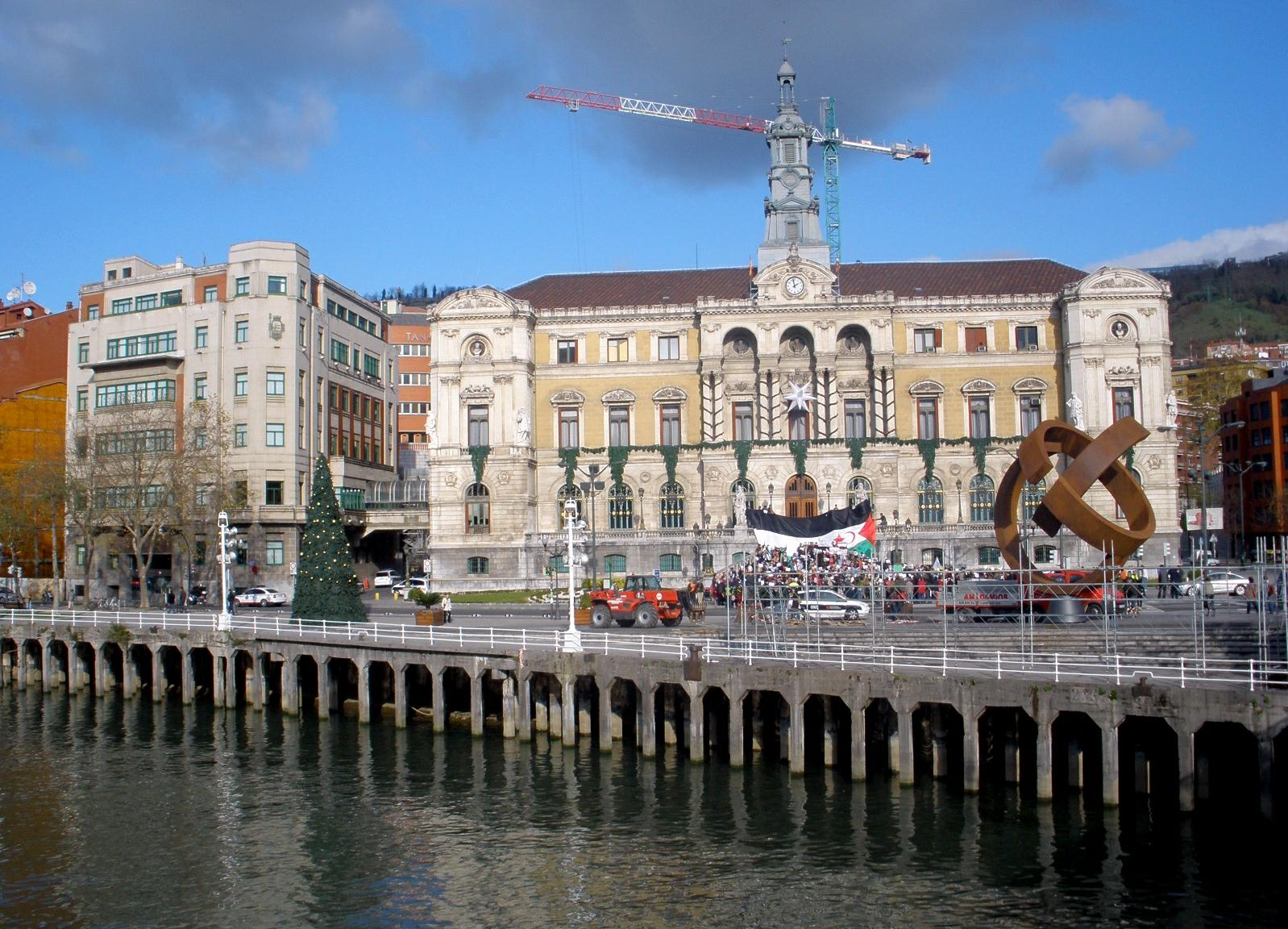
Ajuntament de Bilbao

L'Ajuntament de Bilbao (en euskera, Bilboko Udala) és la institució que s'encarrega de governar la vila de Bilbao (Biscaia).

## Administració municipal

Logotip corporatiu.

Es compon d'un òrgan Executiu Municipal i un Ple Municipal amb funcions legislatives. El primer l'integren l'alcalde i la Junta de Govern de la Vila de Bilbao. Aquesta Junta «col·labora de forma col·legiada en la funció de direcció política que correspon a l'alcalde i exerceix les funcions executives i administratives que li atribueixen les lleis». El nombre de membres de la Junta no pot superar al terç dels membres del Ple —pel que es compon d'un màxim de nou persones— i l'alcalde pot nomenar-los i separar-los lliurement.
Els seus components són escollits cada quatre anys per sufragi universal. El cens electoral està compost per tots els residents empadronats a Bilbao majors de 18 anys i nacionals d'Espanya i dels altres països membres de la Unió Europea. Segons el que es disposa en la Llei del Règim Electoral General, que estableix el nombre de regidors elegibles en funció de la població del municipi, la Corporació Municipal de Bilbao està formada per 29 regidors.
Per la seva banda, el Ple Municipal és l'«òrgan de màxima representació política de la ciutadania al govern municipal, apareixent configurat com a òrgan de debat i d'adopció de les grans decisions estratègiques a través de l'aprovació dels reglaments de naturalesa orgànica i altres normes generals, dels pressupostos municipals, dels plans d'ordenació urbanística, de les formes de gestió dels serveis, etc., i de control i fiscalització dels òrgans de govern». El Ple es compon de 29 regidors i és presidit per l'alcalde, encara que pot delegar aquesta presidència.
Els regidors formen grups polítics que es reparteixen de la següent manera, segons la candidatura per la que es presentaren a les últimes eleccions municipals:
| Actual distribució de l'Ajuntament de Bilbao                 |                               |        |        |          |
| Candidatura                                                  | Cap de llista                 | Vots   | % Vots | Regidors |
| Euzko Alderdi Jeltzalea-Partido Nacionalista Vasco (EAJ-PNV) | Iñaki Azkuna Urreta (Alcalde) | 74.317 | 44,16% | 15       |
| Partit Popular del País Basc (PP)                            | Cristina Ruiz Bujedo          | 29.037 | 17,24% | 6        |
| Bildu (EA-Alternatiba)                                       | Jose María Azkuenaga Iturrioz | 23.932 | 14,21% | 4        |
| Partit Socialista d'Euskadi-Euskadiko Ezkerra (PSE-EE-PSOE)  | Txema Oleaga Zalbidea         | 22.650 | 13,45% | 4        |

### Alcaldia
En juny de 2011 el Ple Municipal reelegí alcalde de Bilbao Iñaki Azkuna Urreta, del Partit Nacionalista Basc, càrrec que exerceix des de 1999, després de ser reelegit en 2003 i 2007.
Aquests són els alcaldes que han governat l'ajuntament des de les eleccions de 1979:
| Alcaldes de Bilbao           | Inici del mandat | Fi del mandat | Partit  |
| Jon Castañares Larreategui   | 1979             | 1983          | EAJ-PNV |
| José Luis Robles Canibe      | 1983             | 1987          | EAJ-PNV |
| José María Gorordo Bilbao    | 1987             | 1990          | EAJ-PNV |
| Jesús María Duñabeitia Vidal | 1990             | 1991          | EAJ-PNV |
| Josu Ortuondo Larrea         | 1991             | 1999          | EAJ-PNV |
| Iñaki Azkuna Urreta          | 1999             | 2014          | EAJ-PNV |
| Ibon Areso Mendiguren        | 2014             | 2015          | EAJ-PNV |
| Juan María Aburto Rike       | 2015             |               | EAJ-PNV |

### Resultats electorals
| Eleccions municipals de Bilbao | 1979   | 1979     | 1983   | 1983     | 1987   | 1987     | 1991   | 1991     | 1995   | 1995     | 1999   | 1999     | 2003   | 2003     | 2007   | 2007     | 2011   | 2011     |
| Partits polítics               | Vots   | Regidors | Vots   | Regidors | Vots   | Regidors | Vots   | Regidors | Vots   | Regidors | Vots   | Regidors | Vots   | Regidors | Vots   | Regidors | Vots   | Regidors |
| EAJ-PNV ¹                      | 39,36% | 13       | 36,53% | 11       | 28,27% | 9        | 35,07% | 11       | 26,92% | 9        | 31,48% | 9        | 41,79% | 13       | 41,90% | 13       | 44,16% | 15       |
| PP / AP                        |        |          | 14,42% | 4        | 8,81%  | 2        | 14,26% | 4        | 21,52% | 7        | 25,34% | 8        | 26,19% | 8        | 22,78% | 7        | 17,24% | 6        |
| Bildu ²                        |        |          |        |          |        |          |        |          |        |          |        |          |        |          |        |          | 14,21% | 4        |
| PSE-EE / PSOE 3                | 13,96% | 4        | 27,78% | 9        | 20,78% | 7        | 21,20% | 6        | 14,57% | 4        | 16,70% | 5        | 18,92% | 5        | 22,40% | 7        | 13,45% | 4        |
| EB-B / PCE-EPK 4               | 4,02%  | --       | 1,50%  | --       | 0,72%  | --       | 1,74%  | --       | 7,46%  | 2        | 5,35%  | 1        | 10,33% | 3        | 8,11%  | 2        | 3,36%  | --       |
| EA 1,2                         |        |          |        |          | 10,92% | 3        | 6,31%  | 2        | 4,01%  | --       |        |          |        |          | 2,74%  | --       |        |          |
| EH / HB ⁵                      | 17,30% | 6        | 10,05% | 3        | 15,00% | 5        | 12,28% | 4        | 8,22%  | 2        | 12,72% | 4        |        |          |        |          |        |          |
| ICV-EHE                        |        |          |        |          |        |          |        |          | 17,09% | 5        | 7,70%  | 2        |        |          |        |          |        |          |
| EE 3                           | 5,52%  | 1        | 7,10%  | 2        | 9,23%  | 3        | 7,00%  | 2        |        |          |        |          |        |          |        |          |        |          |
| UCD                            | 17,24% | 5        |        |          |        |          |        |          |        |          |        |          |        |          |        |          |        |          |

Notas
¹ PNV i EA es presentaren plegats a les eleccions de 1999 i 2003.

² El 2011 EA es presentà dins la coalició Bildu.

3 El 1993 EE s'integrà en el PSE-PSOE.

4 El 2007 EB-B es presentà amb Aralar a las eleccions.

⁵ El 2003 EH i HB foren il·legalitzades.

## Àrees i entitats municipals
| Circulació i Transports Urbanisme i Medi ambient Cultura i Educació Obres i Serveis Recursos Humans Seguretat Relacions Ciutadanes Acció Social Economia i Hisenda Turisme i Festes Basc Igualtat i Cooperació Ocupació, Joventut i Esport Salut i Consum Participació i Consells de Districtes Espais Públics | Alhóndiga Bilbao Surbisa Habitatges Municipals Funicular d'Artxanda Cimubisa Lan Ekintza Bilbao Turisme Bilbao Kirolak Teatre Arriaga Bilbao Musika Bilbao Art Bilbao Next Serveis Funeraris |

## Reconeixements internacionals
Els informes que anualment realitza Transparència Internacional van assenyalar en 2008, 2009 i 2010 l'Ajuntament de la vila com el més «transparent» d'Espanya en matèria de Comunicació Institucional, relacions ciutadanes, contractació de serveis, obres públiques i economia.
L'any 2010 Bilbao va obtenir el premi Lee Kuan Yew World City Prize, considerat el Nobel de les ciutats, en reconeixement de la capacitat de lideratge de l'Ajuntament de Bilbao per conjuminar les diferents visions i objectius estratègics de les institucions i organismes públics i privats implicats en el procés de transformació de la vila, a través de la societat interinstitucional Bilbao Ria 2000.